# عادل الجزار
عادل علي الجزار مواطن مصري اُعتقل في معتقل غوانتانامو الأمريكي في كوبا.
ولد في 22 أكتوبر 1965 في مدينة القاهرة بمصر.
بعد قضائه حوالي ثماني سنوات في غوانتانامو، تم نقله إلى سلوفاكيا في يناير 2010. وفي يونيو، أعلن عن نيته عن الإضراب عن الطعام احتجاجًا على الأوضاع هناك. تم الإفراج عنه في يونيو 2011، وقامت السلطات المصرية بالقبض عليه واعتقاله في سجن طرة. 

## وصلات خارجية
- نقل عادل الجزار إلى سلوفاكيا.
- ثلاثة سجناء في سلوفاكيا يعلنون الشروع في الإضراب عن الطعام، اندي ورثينجتون، 27 يونيو 2010.